# Lycium kopetdaghi
Lycium kopetdaghi är en potatisväxtart som beskrevs av Antonina Ivanovna Pojarkova. Lycium kopetdaghi ingår i släktet bocktörnen, och familjen potatisväxter. Inga underarter finns listade i Catalogue of Life.